# Lijst van rijksmonumenten in Hoorn (plaats)/Grote Oost
De stad Hoorn telt meer dan 300 inschrijvingen in het rijksmonumentenregister. Hieronder een compleet overzicht van de 65 monumenten aan of bij de Grote Oost.
| Object | Oorspronkelijke functie? | Bouwjaar                                    | Architect | Locatie                                         | Coördinaten?                 | Nr.?   | Afbeelding |
| --- | ------------------------ | ------------------------------------------- | --------- | ----------------------------------------------- | ---------------------------- | ------ | --- |
| Huis met eenvoudige recht afgesloten gevel, voor waarschijnlijk ouder pand; pui modern. Als sleutelsituatie begin Grote Oost | Werk-woonhuis            | eerste helft 19e eeuw                       |           | Grote Oost 1, 1A                                | 52° 38' 22" NB, 5° 3' 35" OL | 22349  | Meer afbeeldingen |
| Huis met eenvoudige recht afgesloten gevel; pui modern; kap gebroken. Als sleutelsituatie begin Grote Oost | Werk-woonhuis            | 18e eeuw                                    |           | Grote Oost 3                                    | 52° 38' 22" NB, 5° 3' 35" OL | 22350  | Meer afbeeldingen |
| Huis met eenvoudige recht afgesloten gevel; gebroken kap. Als sleutelsituatie begin Grote Oost | Werk-woonhuis            | 18e eeuw                                    |           | Grote Oost 5, 5A, 5B                            | 52° 38' 22" NB, 5° 3' 36" OL | 22351  | Meer afbeeldingen |
| Pand met hoge gevel, gebeeldhouwd fries en boogtrommelvullingen; stoep met ijzeren hekken | Woonhuis                 | 17e eeuw                                    |           | Grote Oost 7A, 7B, 7C, 7D                       | 52° 38' 22" NB, 5° 3' 36" OL | 22352  | Meer afbeeldingen |
| Pand met pakhuisgevel | Winkel                   | 18e eeuw (gevel)                            |           | Grote Oost 9, 9A, 9B                            | 52° 38' 22" NB, 5° 3' 37" OL | 22353  | Meer afbeeldingen |
| Huis met gevel met een verdieping; rechte kroonlijst, dakkapel; voor wellicht ouder pand | Woonhuis                 | laat 18e eeuw                               |           | Grote Oost 11                                   | 52° 38' 22" NB, 5° 3' 37" OL | 22354  | Meer afbeeldingen |
| Huis met gevel met rechte kroonlijst, dakkapel. Versierde deurpartij met zijlichten; stoephek | Woonhuis                 | midden 18e eeuw (gevel)                     |           | Grote Oost 13                                   | 52° 38' 22" NB, 5° 3' 37" OL | 22355  | Meer afbeeldingen |
| Laag pand voor wellicht ouder pand zonder verdieping | Woonhuis                 | derde kwart 19e eeuw                        |           | Grote Oost 15                                   | 52° 38' 22" NB, 5° 3' 38" OL | 22356  | Meer afbeeldingen |
| Eenvoudig pand; vensters met roeden en bovenlicht | Woonhuis                 | vroeg 19e eeuw                              |           | Grote Oost 27                                   | 52° 38' 22" NB, 5° 3' 39" OL | 22357  | Meer afbeeldingen |
| Eenvoudig-eeuws pand. Glasroeden verloren. Deur met bovenlicht | Woonhuis                 | vroeg 19e eeuw                              |           | Grote Oost 29                                   | 52° 38' 22" NB, 5° 3' 40" OL | 22358  | Meer afbeeldingen |
| Eenvoudig-eeuws pand, gepleisterd, onder dwarskap | Woonhuis                 | vroeg 19e eeuw                              |           | Grote Oost 31                                   | 52° 38' 22" NB, 5° 3' 40" OL | 22359  | Meer afbeeldingen |
| Huis met gepleisterd topgeveltje, boven gedichte pui | Woonhuis                 | 17e eeuw                                    |           | Grote Oost 33                                   | 52° 38' 22" NB, 5° 3' 40" OL | 22360  | Meer afbeeldingen |
| Huis met hoogst eenvoudige gevel, pand wellicht ouder; oorspronkelijk gedetailleerde deuromlijsting. Stoepbanken | Woonhuis                 | 18e eeuw (gevel)                            |           | Grote Oost 35                                   | 52° 38' 22" NB, 5° 3' 40" OL | 22361  | Meer afbeeldingen |
| Huis met eenvoudige gevel met twee verdiepingen waarin vensters met roedenverdeling. Pand wellicht ouder. Pui gemoderniseerd, deuromlijsting oud | Woonhuis                 | 18e eeuw (gevel)                            |           | Grote Oost 37                                   | 52° 38' 22" NB, 5° 3' 41" OL | 22362  | Meer afbeeldingen |
| Huis met eenvoudige gevel met roeden in de vensters op de enige verdieping en in bovenlicht. Pand wellicht ouder. Dakkapel | Woonhuis                 | 18e eeuw (gevel)                            |           | Grote Oost 39                                   | 52° 38' 22" NB, 5° 3' 41" OL | 22363  | Meer afbeeldingen |
| Vijf traveeën breed pand met rechte kroonlijst waarop consoles. Wigvormige imitatie sluitstenen in de vensteromlijstingen; stoepbanken | Woonhuis                 | tweede kwart 19e eeuw                       |           | Grote Oost 41                                   | 52° 38' 22" NB, 5° 3' 41" OL | 22364  | Meer afbeeldingen |
| Het Foreestenhuis | Woonhuis                 | 1724                                        |           | Grote Oost 43                                   | 52° 38' 23" NB, 5° 3' 42" OL | 22365  | Meer afbeeldingen |
| Huis met eenvoudig gepleisterd puntgeveltje; zijgevel aan Schoolsteeg overgekraagd en met vensters | Woonhuis                 | 17e eeuw                                    |           | Grote Oost 47                                   | 52° 38' 23" NB, 5° 3' 43" OL | 22366  | Meer afbeeldingen |
| Gaaf pand met hoge trapgevel; verdieping overgekraagd in de Schoolsteeg; gevelsteen: In de kolfstok | Woonhuis                 | 17e eeuw                                    |           | Grote Oost 49, 49 BO                            | 52° 38' 23" NB, 5° 3' 43" OL | 22367  | Meer afbeeldingen |
| Vier traveeën brede, voorbouw met twee verdiepingen voor oudere panden | Woonhuis                 | midden 18e eeuw (voorbouw)                  |           | Grote Oost 53                                   | 52° 38' 23" NB, 5° 3' 44" OL | 22368  | Meer afbeeldingen |
| Eenvoudig pand | Woonhuis                 | laat 18e eeuw / vroeg 19e eeuw              |           | Grote Oost 55, 55A                              | 52° 38' 23" NB, 5° 3' 45" OL | 22369  | Meer afbeeldingen |
| Eenvoudige gevel in machinale steen volgens het oude patroon, voor wellicht ouder pand | Woonhuis                 | 19e eeuw (gevel)                            |           | Grote Oost 57                                   | 52° 38' 23" NB, 5° 3' 45" OL | 22370  | Meer afbeeldingen |
| Hoogst eenvoudige gevel voor wellicht ouder pand; pui verminkt | Woonhuis                 | 18e eeuw (gevel)                            |           | Grote Oost 59, 59 BO                            | 52° 38' 23" NB, 5° 3' 45" OL | 22371  | Meer afbeeldingen |
| Eenvoudige gevel in machinale steen volgens het oude patroon, voor wellicht ouder pand | Woonhuis                 | 19e eeuw (gevel)                            |           | Grote Oost 61                                   | 52° 38' 23" NB, 5° 3' 46" OL | 22372  | Meer afbeeldingen |
| Huis met gepleisterde topgevel | Woonhuis                 | vroeg 17e eeuw (gevel)                      |           | Grote Oost 63 A                                 | 52° 38' 23" NB, 5° 3' 46" OL | 22373  | Meer afbeeldingen |
| Landelijk laag huis | Woonhuis                 | laat 18e eeuw / vroeg 19e eeuw              |           | Grote Oost 65                                   | 52° 38' 23" NB, 5° 3' 46" OL | 22374  | Meer afbeeldingen |
| Eenvoudige gevel voor wellicht ouder pand; in de vensters op de verdieping roeden. Pui modern | Woonhuis                 | laat 19e eeuw                               |           | Grote Oost 73                                   | 52° 38' 24" NB, 5° 3' 48" OL | 22375  | Meer afbeeldingen |
| Huis met hoge gepleisterde trapgevel | Woonhuis                 | 18e eeuw (pui gedicht)                      |           | Grote Oost 75                                   | 52° 38' 24" NB, 5° 3' 48" OL | 22376  | Meer afbeeldingen |
| Laag bakstenen pand met rechthoekige spaarvelden op de verdieping | Woonhuis                 | eerste kwart 19e eeuw                       |           | Grote Oost 81                                   | 52° 38' 24" NB, 5° 3' 48" OL | 22377  | Meer afbeeldingen |
| Huis onder een dak en achter een gevel met het buurnummer 85; pui later gedicht; gevelsteen | Woonhuis                 | 1581 (ankers)                               |           | Grote Oost 83                                   | 52° 38' 24" NB, 5° 3' 49" OL | 22378  | Meer afbeeldingen |
| Huis onder een dak en achter een gevel met het buurnummer 83. In de ankers gedateerd; pui later gedicht; gevelsteen | Woonhuis                 | 1581                                        |           | Grote Oost 85                                   | 52° 38' 24" NB, 5° 3' 49" OL | 22379  | Meer afbeeldingen |
| Huis met hoogst eenvoudige 19e-eeuwse gevel met rechte kroonlijst | Woonhuis                 | 19e eeuw                                    |           | Grote Oost 87                                   | 52° 38' 24" NB, 5° 3' 49" OL | 22380  | Meer afbeeldingen |
| In 1898 nieuw opgemetselde trapgevel voor diep pand | Woonhuis                 | 1614-1898 (jaartalsteen)                    |           | Grote Oost 107                                  | 52° 38' 24" NB, 5° 3' 51" OL | 22381  | Meer afbeeldingen |
| Pand | Woonhuis                 | 17e eeuw                                    |           | Grote Oost 113                                  | 52° 38' 24" NB, 5° 3' 52" OL | 22382  | Meer afbeeldingen |
| Pand | Woonhuis                 | 17e eeuw                                    |           | Grote Oost 115                                  | 52° 38' 24" NB, 5° 3' 52" OL | 22383  | Meer afbeeldingen |
| Voormalig gemeenlandshuis van het ambacht van West-Friesland, genaamd "Drechterland", nu Affichemuseum | Woonhuis                 | tweede helft 16e eeuw eerste helft 19e eeuw |           | Grote Oost 2                                    | 52° 38' 21" NB, 5° 3' 35" OL | 22384  | Meer afbeeldingen |
| Vijf traveeën breed pand door geblokte hoeklisenen in twee gedeelten gescheiden, boven de kroonlijst met consoles drie vazen en twee opzetstukken met kroon en wapens. Eveneens voormalige Drechterlandsehuis.                                                              | Woonhuis                 | 1728                                        |           | Grote Oost 6                                    | 52° 38' 21" NB, 5° 3' 36" OL | 22385  | Meer afbeeldingen |
| Zandstenen gevel opgericht voor ouder pand; geblokte hoeklisenen en rijk geornamenteerde kroonlijst met opzetstukken en hoekvazen. Stoep met stoephek. Inwendig stucwerk in gang en vestibule, voorkamer met gesneden deur en stucplafond in Lodewijk XIV-vormen            | Woonhuis                 | 1725                                        |           | Grote Oost 8                                    | 52° 38' 21" NB, 5° 3' 36" OL | 22386  | Meer afbeeldingen |
| Pand met bakstenen gevel met rechte kroonlijst met gesneden consoles. Dakkapel met ornament. Omlijste deur met rococo-snijwerk als bekroning, waarin wapen Pet. Stoep met hek en pompvoet                                                                                   | Woonhuis                 | 1772                                        |           | Grote Oost 10                                   | 52° 38' 21" NB, 5° 3' 37" OL | 22387  | Meer afbeeldingen |
| Eenvoudig pand, met rechte gootlijst en dakkapel. Stoep met eenvoudig hek | Woonhuis                 | eerste helft 19e eeuw                       |           | Grote Oost 12                                   | 52° 38' 21" NB, 5° 3' 37" OL | 22388  | Eenvoudig pand, met rechte gootlijst en dakkapel. Stoep met eenvoudig hek |
| Huis met hoge bakstenen gevel met rechte kroonlijst waarop gesneden consoles en dakkapel, voor dwarskap. Venster met sterk gebogen strek en oude roeden. Pui met uitzondering van de roeden intact; snijwerk aan deurbekroning en kalf. Inwendig betimmering met glasdeuren | Woonhuis                 |                                             |           | Grote Oost 16, 16A, 16B                         | 52° 38' 21" NB, 5° 3' 38" OL | 22389  | Huis met hoge bakstenen gevel met rechte kroonlijst waarop gesneden consoles en dakkapel, voor dwarskap. Venster met sterk gebogen strek en oude roeden. Pui met uitzondering van de roeden intact; snijwerk aan deurbekroning en kalf. Inwendig betimmering met glasdeuren |
| Merkwaardig gaaf en in stijl zeldzaam pand | Woonhuis                 | ca. 1820                                    |           | Grote Oost 22                                   | 52° 38' 22" NB, 5° 3' 39" OL | 22390  | Meer afbeeldingen |
| Huis met eenvoudige bakstenen gevel bekroond door groot fronton met Caritasvoorstelling gebeeldhouwd; pand wellicht ouder | Woonhuis                 | eerste helft 19e eeuw                       |           | Grote Oost 24                                   | 52° 38' 22" NB, 5° 3' 39" OL | 22391  | Meer afbeeldingen |
| Villa Alewijn. Vijf traveeën breed pand waarvan de gevel in 1854 met stucwerk is opgesierd. Inwendig zeer goed 18e-eeuws stucwerk, deels ajour. | Woonhuis                 | 1854                                        |           | Grote Oost 26                                   | 52° 38' 22" NB, 5° 3' 40" OL | 22392  | Meer afbeeldingen |
| Neogotische kapel achter Villa Alewijn. | Kantoor                  | 1854                                        |           | Grote Oost 26                                   | 52° 38' 22" NB, 5° 3' 40" OL | 22392  | Meer afbeeldingen |
| Huis met vernieuwde trapgevel waarin zes gevelstenen | Woonhuis                 | 1900 (trapgevel vernieuwd)                  |           | Grote Oost 32                                   | 52° 38' 22" NB, 5° 3' 42" OL | 22393  | Meer afbeeldingen |
| Huis met eenvoudige gevel met rechte kroonlijst voor dwarskap. Stoep met eenvoudig stoephek | Woonhuis                 | 18e eeuw                                    |           | Grote Oost 34                                   | 52° 38' 22" NB, 5° 3' 43" OL | 22394  | Meer afbeeldingen |
| Pand met bakstenen halsgevel gedateerd. Omlijste deurpartij. Achtergevel met 17e-eeuwse top | Woonhuis                 | 1698                                        |           | Grote Oost 38                                   | 52° 38' 22" NB, 5° 3' 43" OL | 22395  | Meer afbeeldingen |
| Bescheiden hoekpand vernieuwde voorbouw met dwarskap | Woonhuis                 | eerste helft 19e eeuw (vernieuwd)           |           | Grote Oost 40                                   | 52° 38' 22" NB, 5° 3' 43" OL | 22396  | Bescheiden hoekpand vernieuwde voorbouw met dwarskap |
| Pand met vroeg-19e-eeuwse gevel met omlijste ingang | Woonhuis                 | vroeg 19e eeuw en ouder                     |           | Grote Oost 44                                   | 52° 38' 23" NB, 5° 3' 45" OL | 22397  | Meer afbeeldingen |
| Claes Joest Huys | Woonhuis                 | 16e/17e eeuw                                |           | Grote Oost 58                                   | 52° 38' 23" NB, 5° 3' 47" OL | 22398  | Meer afbeeldingen |
| Oosterkerk | Kerk en kerkonderdeel    | 1519                                        |           | Grote Oost 60                                   | 52° 38' 23" NB, 5° 3' 48" OL | 22399  | Meer afbeeldingen |
| Deel van pandje, waarvan top verloren is gegaan; pui gepleisterd; op de verdieping gekoppeld kozijn | Woonhuis                 | 17e eeuw                                    |           | Grote Oost 64                                   | 52° 38' 23" NB, 5° 3' 48" OL | 22400  | Meer afbeeldingen |
| Deel van pandje, waarvan top verloren is gegaan; pui gepleisterd: op de verdieping gekoppeld kozijn | Werk-woonhuis            | 17e eeuw                                    |           | Grote Oost 66                                   | 52° 38' 23" NB, 5° 3' 48" OL | 22401  | Meer afbeeldingen |
| Pand met rechte kroonlijst en dakkapel; schoorsteen boven voorste dakschild. Roeden in de vensters en bovenlicht | Woonhuis                 | Laat 18e- vroeg 19e eeuw                    |           | Grote Oost 68                                   | 52° 38' 23" NB, 5° 3' 49" OL | 22402  | Meer afbeeldingen |
| Pand met rechte kroonlijst en dakkapel; schoorsteen boven voorste dakschild. Roeden in de vensters en bovenlicht | Woonhuis                 | Laat 18e- vroeg 19e eeuw                    |           | Grote Oost 70                                   | 52° 38' 23" NB, 5° 3' 49" OL | 22403  | Meer afbeeldingen |
| Pand, eenvoudige gevel met rechte kroonlijst voor ouder pand | Woonhuis                 | laat 18e- vroeg 19e eeuw gevel)             |           | Grote Oost 72                                   | 52° 38' 24" NB, 5° 3' 49" OL | 22404  | Meer afbeeldingen |
| Pand met gevel. Goede kap | Woonhuis                 | 19e eeuw (gevel)                            |           | Grote Oost 102                                  | 52° 38' 24" NB, 5° 3' 53" OL | 22405  | Meer afbeeldingen |
| Pand met gevel. Goede kap | Woonhuis                 | 19e eeuw (gevel)                            |           | Grote Oost 104                                  | 52° 38' 24" NB, 5° 3' 53" OL | 22406  | Meer afbeeldingen |
| Hoge gevel met drie gevelstenen en roeden in de vensters, voor ouder pand | Woonhuis                 | laat 18e eeuw (gevel)                       |           | Grote Oost 114                                  | 52° 38' 25" NB, 5° 3' 55" OL | 22407  | Meer afbeeldingen |
| Eenvoudige laat-18e-, begin-19e-eeuwse gevel voor pand met hoge kap; roeden in de vensters | Woonhuis                 | 17e eeuw                                    |           | Grote Oost 128                                  | 52° 38' 25" NB, 5° 3' 56" OL | 22408  | Meer afbeeldingen |
| Hoogst eenvoudig pandje zonder verdieping onder dwarskap met kapel | Woonhuis                 | 19e eeuw                                    |           | Grote Oost 130                                  | 52° 38' 25" NB, 5° 3' 57" OL | 22409  | Hoogst eenvoudig pandje zonder verdieping onder dwarskap met kapel |
| Bossuhuis | Woonhuis                 | 1612                                        |           | Grote Oost 132                                  | 52° 38' 25" NB, 5° 3' 57" OL | 22410  | Bossuhuis |
| Voormalig hoofdpost- en telegraafkantoor | Overheidsgebouw          | 1876                                        |           | Grote Oost 28, 28A, 28B, 30, 30A, 30B, 30C, 30D | 52° 38' 21" NB, 5° 3' 42" OL | 517439 | Meer afbeeldingen |
| Brandspuithuisje "Spuit B" | Overheidsgebouw          | 1860                                        |           | Grote Oost 62                                   | 52° 38' 23" NB, 5° 3' 48" OL | 517447 | Brandspuithuisje "Spuit B" |